# 救難小福星 (電影)
是一部2022年美國真人動畫冒險喜劇片，由艾基瓦·薛佛執導，丹·格雷戈爾和道格·曼德共同編寫劇本。該片改編自1989年同名動畫影集，約翰·穆拉尼和安迪·山伯格聲演主要角色奇奇與蒂蒂。
《救難小福星》定於2022年5月20日上線Disney+。

## 故事
在《救難小福星》電視動畫結束了30年後，奇奇成為了一名過著枯燥的生活的保險業務員，蒂蒂則動了CGI手術讓自己變成時下的3D動畫造型，到處參加影迷活動回味著往日的輝煌；就在此時，針對動畫人物的綁架事件接二連三的發生，當受害者中出現昔日的同伴的名字時，奇奇與蒂蒂闊別多年的聯手，試圖找出真相與挽回破裂多年的友情。

## 演員
- 琪琪·萊恩（英语：KiKi Layne）飾演艾麗·史特克勒警探（Det. Ellie Steckler）：洛杉磯警察局菜鳥警探，救難小福星鐵粉。
- 克里斯·帕內爾飾演戴夫·莫里納里（Dave Bollinari）：蒂蒂的經紀人。
- 保羅·路德飾演他自己：友情客串，宣傳其主演的電影《蟻人與黃蜂女》

### 配音員
- 約翰·穆拉尼聲演奇奇（Chip）：無畏、樂觀、成熟的領導者，救難小福星的聯合創始人，具有強烈的道德標準。
- 安迪·山伯格聲演蒂蒂（Dale）：奇奇的好友，也是救難小福星的聯合創始人，做事總是先行動後思考。
- 威爾·阿奈特聲演甜點彼得（Sweet Pete）：中年肥胖版彼得潘，因長大了被娛樂圈拋棄後成為幫派「山谷幫」老大。
- 艾瑞克·巴納聲演蒙弟（Monterey Jack）：喜歡起司的澳大利亞老鼠，救難小福星的成員。
- 弗魯拉·柏格（英语：Flula Borg）聲演DJ赫佐格奧拉赫（DJ Herzogenaurach）：蛇DJ，救難小福星粉絲。
- 柯瑞·伯頓（英语：Corey Burton）聲演小拉鍊（Zipper）：家蠅，阿潔的丈夫，救難小福星的成員。
- 基根-麥可·奇聲演起司商比歐森（Bjornson the Cheesemonger）：為甜點彼得工作的布偶。
- 特雷斯·麥克尼爾聲演阿潔（Gadget Hackwrench）：小拉鍊的妻子，救難小福星的成員，也是團隊中的發明家。
- 塞斯·羅根聲演鮑勃（Bob）：為甜點彼得工作的維京人侏儒。
  - 羅根同時也聲演《獅子王》的彭彭、《功夫熊貓系列》的快螳螂以及《怪獸大戰外星人》的B.O.B。
- J·K·西蒙斯聲演油灰警官（Captain Putty）：調查卡通人物連環失蹤事件的黏土警探。
- 提姆·羅賓森（英语：Tim Robinson (comedian)）聲演音速小醜（Ugly Sonic）：2020年電影《音速小子》中被廢棄的原始設計。
- 達文·麥唐納（英语：Da'Vone McDonald）聲演吉米（Jimmy）：為甜點彼得工作的北極熊。

## 製作

### 發展
2014年1月，宣佈華特迪士尼公司正在開發一部改編自迪士尼動畫影集《救難小福星》的真人長篇電影，由羅伯特·瑞根（Robert Rugan）編劇兼執導，電影將使用類似《鼠來寶》一樣的CGI特效。2019年5月，艾基瓦·薛佛接替瑞根執導。丹·格雷戈爾（Dan Gregor）和道格·曼德（Doug Mand）將擔任聯合編劇，並重寫巴瑞·施瓦茨（Barry Schwartz）的草稿，大衛·霍伯曼和陶德·李柏曼擔任製片人，華特迪士尼影業和曼德維爾影業聯合製片。

### 選角
2020年11月，據報導柯瑞·伯頓將回歸聲演《救難小福星》的角色小拉鍊（Zipper）。2020年12月，宣佈約翰·穆拉尼和安迪·山伯格將聲演主要角色奇奇與蒂蒂，而塞斯·羅根將客串演出。其他演員及配音陣容伴隨前導預告片公佈。

### 拍攝
主體拍攝於2021年3月16日在洛杉磯開始進行，方賴瑞擔任本片的攝影師。

## 發行
《救難小福星》定於2022年5月20日上線Disney+。

## 外部連結
- 互联网电影数据库（IMDb）上《救難小福星》的资料（英文）